# Janet Simpson
Janet Simpson (Janet Mary Simpson; * 2. September 1944 in Barnet, London Borough of Barnet; † 14. März 2010) war eine britische Sprinterin.
1964 wurde sie bei den Olympischen Spielen in Tokio Siebte über 200 Meter. In der 4-mal-100-Meter-Staffel gewann sie mit dem britischen Quartett in der Besetzung Simpson, Mary Rand, Daphne Arden und Dorothy Hyman die Bronzemedaille.
Bei den British Empire and Commonwealth Games 1966 in Kingston wurde sie Achte über 220 Yards und holte mit der englischen Mannschaft Silber in der 4-mal-110-Yards-Staffel.
Zwei Jahre später wurde sie bei den Olympischen Spielen 1968 in Mexiko-Stadt Vierte über 400 Meter und kam mit dem britischen Team in der 4-mal-100-Meter-Staffel auf den siebten Platz.
Bei den Europameisterschaften 1969 in Athen wurde sie Siebte über 400 Meter. In der erstmals ausgetragenen 4-mal-400-Meter-Staffel stellte sie zusammen mit Rosemary Stirling, Pat Lowe und Lillian Board mit 3:30,8 min einen Weltrekord auf.
1972 schied sie bei den Olympischen Spielen in München über 400 Meter im Vorlauf aus. In der 4-mal-400-Meter-Staffel belegte sie mit der britischen Stafette den fünften Rang.
1965 und 1966 wurde sie englische Meisterin über 220 Yards.
Ihre Mutter Violet Webb hatte 1932 in der Staffel eine olympische Bronzemedaille gewonnen. Janet Simpson war mit dem Schweizer Sprinter Philippe Clerc verheiratet. Aus der später geschiedenen Ehe gingen ein Sohn und eine Tochter hervor.